# Kodiosoma tricolor
Kodiosoma tricolor là một loài bướm đêm thuộc phân họ Arctiinae, họ Erebidae.